# 琴學叢書
《琴學叢書》，古琴家楊宗稷著，全書共四十三卷，1911年至1931年分期出版。此書中共收錄了古琴曲三十二首，此外即是楊宗稷本人的音樂理論。

## 分卷
此書按〈琴粹〉、〈琴話〉、〈琴譜〉、〈琴學隨筆〉、〈琴餘漫錄〉、〈琴鏡〉、〈琴瑟和譜〉、〈琴學問答〉、〈藏琴錄〉、〈琴瑟新譜〉、〈琴鏡續〉、〈琴鏡釋疑〉、〈幽蘭和聲〉和〈声律通考详节〉分為四十三卷。其中第九卷〈琴谱一〉中刊有“幽兰古指法解 幽兰减字谱”，這是《碣石調·幽蘭》在光緒十年傳回國內後首次有人打譜。